# Gauliga Schlesien 1935/36

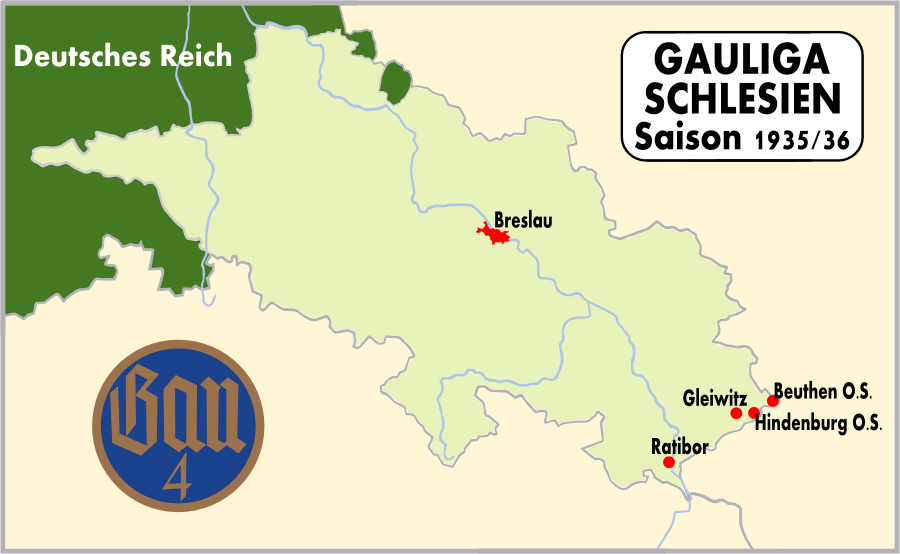
Plaatsen waar de Gauliga Schlesien 1935/36 gespeeld werd

De Gauliga Schlesien 1935/36 was het derde voetbalkampioenschap van de Gauliga Schlesien. Vorwärts-RaSpo Gleiwitz werd kampioen en plaatste zich voor de eindronde om de Duitse landstitel, waar de club groepswinnaar werd en doorstootte naar de halve finale, waar het verslagen werd door Fortuna Düsseldorf. 

## Eindstand

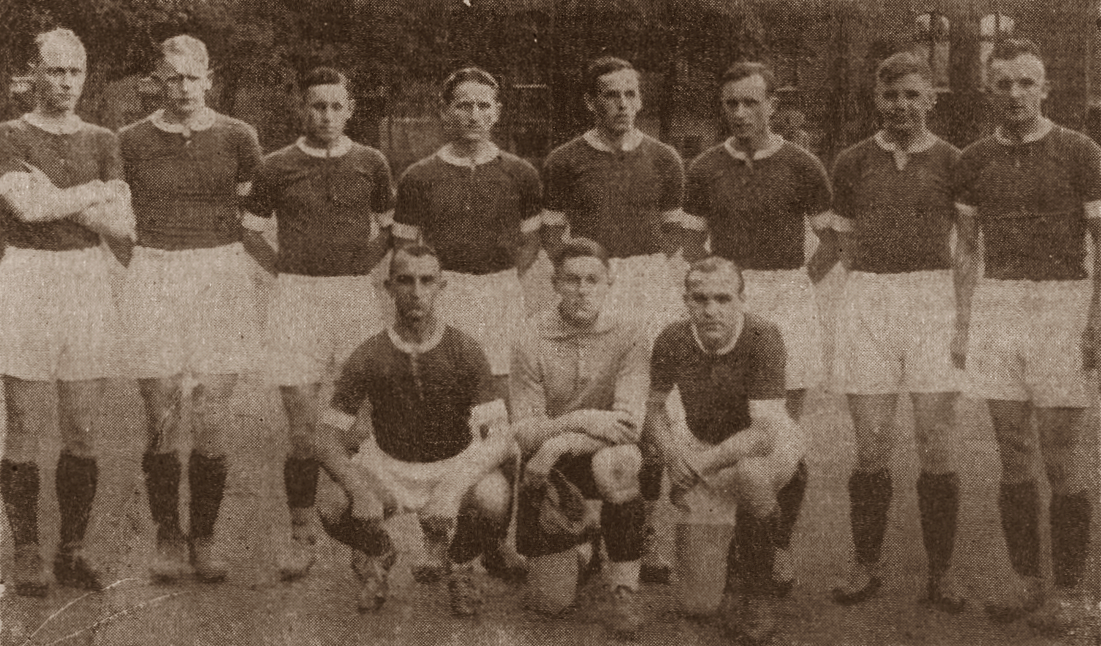
Kampioenen elftal Vorwärts-RaSpo Gleiwitz

| Plaats | Club                      | Wed. | W  | G | V  | Saldo | Ptn   |
| ------ | ------------------------- | ---- | -- | - | -- | ----- | ----- |
| 1.     | Vorwärts-RaSpo Gleiwitz   | 18   | 15 | 1 | 2  | 63:19 | 31:05 |
| 2.     | SC Preußen Hindenburg     | 18   | 10 | 3 | 5  | 47:36 | 23:13 |
| 3.     | Beuthener SuSV 09         | 18   | 9  | 2 | 7  | 33:28 | 20:16 |
| 4.     | Breslauer FV 06           | 18   | 7  | 4 | 7  | 39:35 | 18:18 |
| 5.     | Breslauer SpVg 02         | 18   | 8  | 1 | 9  | 30:32 | 17:19 |
| 6.     | VfB 1910 Gleiwitz         | 18   | 6  | 4 | 8  | 31:38 | 16:20 |
| 7.     | SpVgg Ratibor 03          | 18   | 7  | 1 | 10 | 34:44 | 15:21 |
| 8.     | SC Vorwärts Breslau       | 18   | 7  | 0 | 11 | 37:47 | 14:22 |
| 9.     | SpVgg Deichsel Hindenburg | 18   | 4  | 6 | 8  | 29:42 | 14:22 |
| 10.    | VfB Breslau               | 18   | 5  | 2 | 11 | 25:47 | 12:24 |

|  | Kampioen   |
|  | Degradatie |

## Promotie-eindronde
| Plaats | Club                   | Wed. | W | G | V | Saldo | Ptn.  |
| ------ | ---------------------- | ---- | - | - | - | ----- | ----- |
| 1.     | Reichsbahn-SV Gleiwitz | 4    | 3 | 1 | 0 | 11:05 | 07:01 |
| 2.     | SC Hertha Breslau      | 4    | 2 | 1 | 1 | 12:06 | 05:03 |
| 3.     | MSV Cherusker Görlitz  | 4    | 0 | 0 | 4 | 01:13 | 00:08 |

|  | Promotie |